# Mesogona
Mesogona is een geslacht van vlinders van de familie Uilen (Noctuidae), uit de onderfamilie Noctuinae.

## Soorten
- M. acetosellae (Denis & Schiffermüller, 1775)
- M. olivata Harvey, 1874
- M. oxalina

Hoeklijnuil (Hübner, 1803)
- M. quadriplana Lucas, 1895